# Nicolo Marcello
Nicolo Marcello (vers 1399 – 1er décembre 1474) est le 69e doge de Venise élu en 1473. Il exerce sa charge sur une courte période, du 13 août 1473 à sa mort.
Pendant son dogat, les affrontements avec les Turcs à Chypre, Scutari et dans le Frioul se poursuivent.

## Biographie
Marcello travaille beaucoup en Orient, surtout à Damas, avant de prendre diverses charges importantes au service de la Sérénissime, en particulier à Brescia, Vérone et Udine. Il est le chef du Conseil des Dix, ainsi que conseiller et procuratore di supra.
Il est connu pour être bigot et particulièrement lié aux Jésuates. il épouse  Bianca Barbarigo, et en secondes noces Contarina Contarini dont il a une fille.

### Le dogat
Pour son élection, il a pour adversaire les futurs doges Pietro Mocenigo et Andrea Vendramino et le choix est très difficile. Après un long scrutin, il est élu le 13 août 1473. Au cours de son bref règne, il s'emploie d'abord à la réorganisation des finances de l'état. Une nouvelle monnaie en argent est émise qui sera appelé Marcello en son honneur. Très habile administrateur, il réussit à préserver les caisses du trésor selon le chroniqueur Malipiero. Il poursuit la guerre contre les Turcs et en août 1474 le provéditeur Antonio Loredan défend avec succès et après de dures batailles, la ville de Scutari encerclée par les troupes ennemies.
L'évènement le plus important de son règne est la tentative de coup d'État à Chypre le 14 novembre 1473 lorsque certains notables fidèles au roi Ferdinand de Naples cherchent à déposer Catherine Cornaro, reine de Chypre, veuve du roi Jacques II.
L'amiral Pietro Mocenigo, futur doge, réagit promptement et l'île passe sous contrôle vénitien. Nicolò Marcello ne participe pas à ces évènements car il meurt le 1er décembre 1474. Dans son testament, il laisse une grande partie de son patrimoine à des œuvres de charité.
Il est d'abord inhumé dans l'église de Santa Marina puis à sa destruction en 1818, il est transféré dans la basilique de San Zanipolo. Son tombeau est une œuvre de Pietro Lombardo.

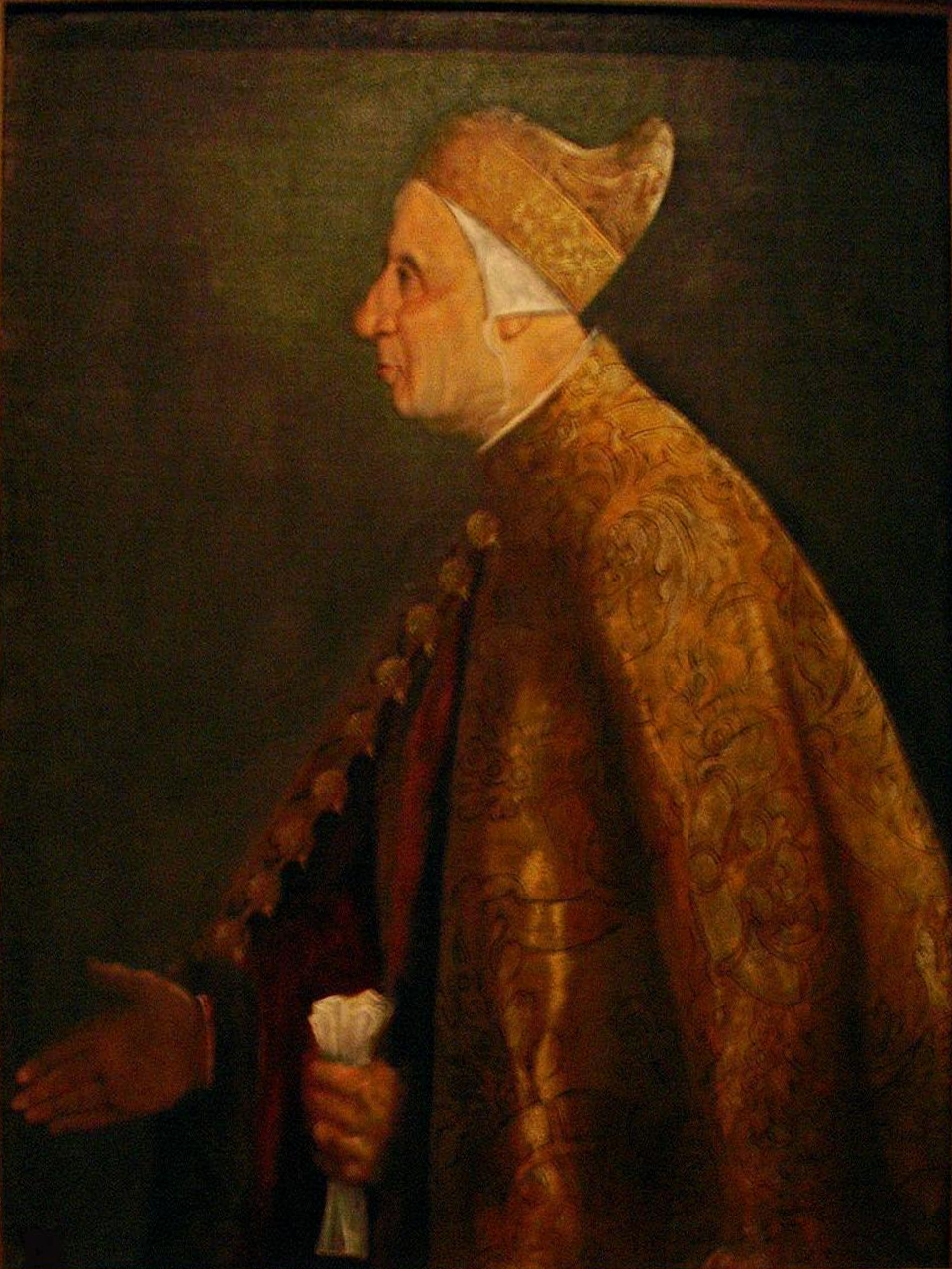
Portrait de Nicolo Marcello par Le Titien
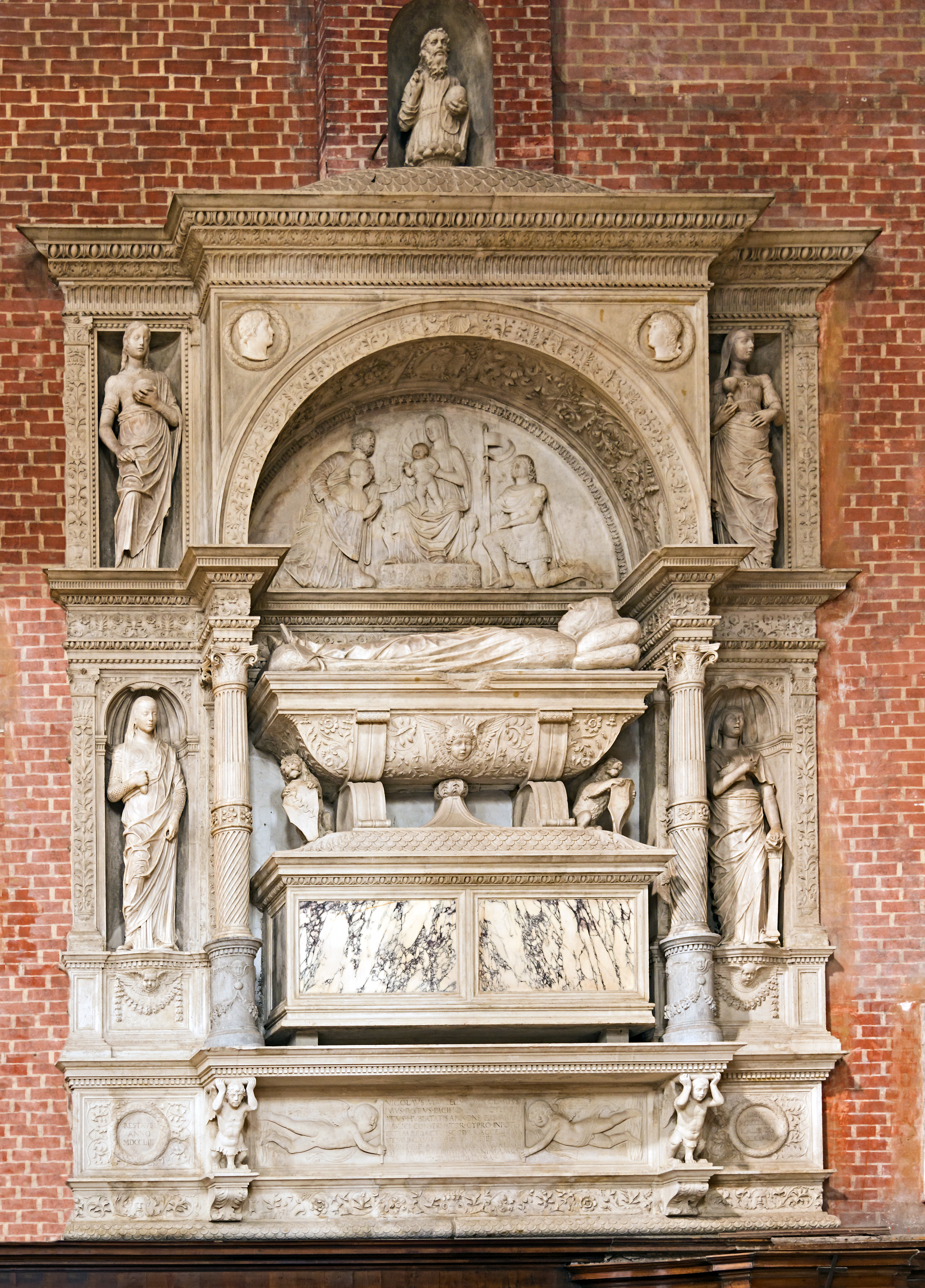
Sa tombe basilique de San Zanipolo
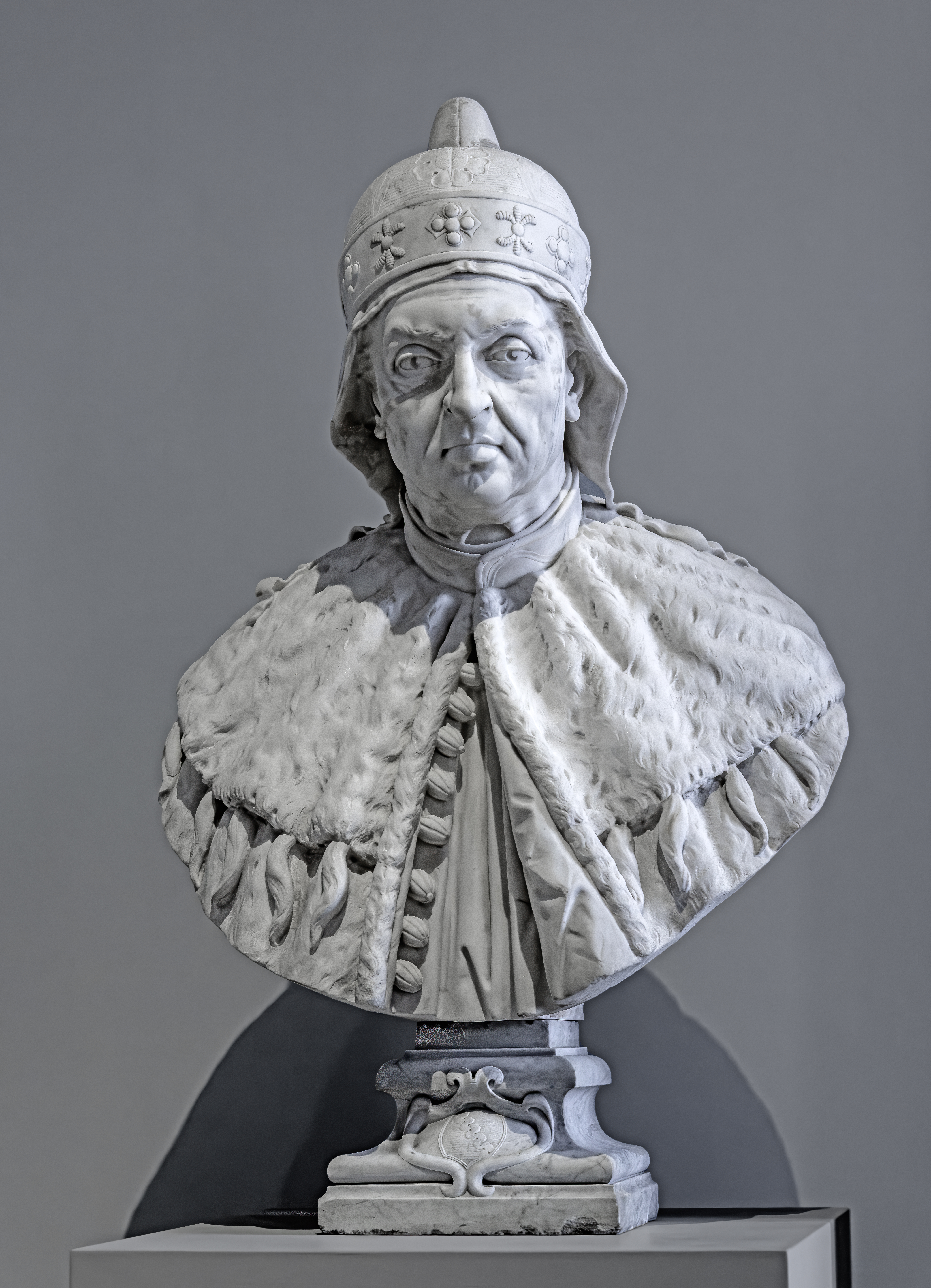
Doge Nicolo Marcello par Luigi Zandomeneghi Pinacoteca Querini Stampalia

## Portraits
- Titien a exécuté son portrait, vers 1542, alors qu'il était mort depuis longtemps. Le peintre se serait inspiré d'une œuvre datant du XVe siècle. Musées du Vatican, Rome
- Giovanni Bellini (attribué à): Portrait du Niccolò Marcello, National Gallery de Londres